# Coppa Collecchio
La Coppa Collecchio est une course cycliste italienne disputée au mois de septembre à Collecchio, en Émilie-Romagne. Créée en 1929, il s'agit de l'une des plus anciennes courses cyclistes du pays. Elle fait partie du calendrier national de la Fédération cycliste italienne.
En 2016, l'épreuve est remportée par le Biélorusse Aleksandr Riabushenko, champion d'Europe espoirs en titre, devant Davide Orrico, champion d'Italie des élites sans contrat.

## Palmarès
| Année     | Vainqueur              | Deuxième           | Troisième              |  |
| --------- | ---------------------- | ------------------ | ---------------------- |  |
| 1929      | Ettore Morellini       |                    |                        |  |
| 1930      | Vasco Bergamaschi      |                    |                        |  |
| 1931      | Mario Borsari          |                    |                        |  |
| 1932      | Bruno Negri            |                    |                        |  |
| 1933      | Edoardo Molinar        |                    |                        |  |
| 1934      | Armando Zucchini (it)  |                    |                        |  |
| 1935      | Pietro Rimoldi         | Rinaldo Gerini     | Renato Scorticati (it) |  |
| 1936      | Aldo Postè             |                    |                        |  |
| 1937      | Angelo Fava            |                    |                        |  |
| 1938      | Corrado Ardizzoni (it) |                    |                        |  |
| 1939      | Francesco De Rosa      |                    |                        |  |
| 1940      | Arnaldo Cristofori     |                    |                        |  |
| 1941      | Pas de course          |                    |                        |  |
| 1942      | Federico Rozzi         |                    |                        |  |
| 1943-1944 | Pas de course          |                    |                        |  |
| 1945      | Giovanni Ronco         |                    |                        |  |
| 1946      | Nello Spreafichi       |                    |                        |  |
| 1947      | Luciano Pezzi          |                    |                        |  |
| 1948      | Pas de course          |                    |                        |  |
| 1949      | Gianni Ghidini         |                    |                        |  |
| 1950      | Angelo Venturoli       |                    |                        |  |
| 1951      | Renzo Cella            |                    |                        |  |
| 1952      | Aldo Gandini           |                    |                        |  |
| 1953      | Renato Ponzini         |                    |                        |  |
| 1954      | Gino Reggiani          |                    |                        |  |
| 1955      | Gianni Ferlenghi       |                    |                        |  |
| 1956      | Nello Olivetti         |                    |                        |  |
| 1957      | Colombo Cassano        |                    |                        |  |
| 1958      | Ercole Baldini         |                    |                        |  |
| 1959      | Guido Carlesi          |                    |                        |  |
| 1960      | Remo Amici             |                    |                        |  |
| 1961      | Guido Neri             |                    |                        |  |
| 1962      | Lorenzo Lorenzi        |                    |                        |  |
| 1963      | Alberto Pellizzaro     |                    |                        |  |
| 1964      | Emilio Casalini        |                    |                        |  |
| 1965      | Pietro Guerra          |                    |                        |  |
| 1966      | Gianni Motta           |                    |                        |  |
| 1967      | Ernesto Jotti          |                    |                        |  |
| 1968      | Paolo Zini             |                    |                        |  |
| 1969      | Giovanni Varini        |                    |                        |  |
| 1970      | Pas de course          |                    |                        |  |
| 1971      | Bruno Reggenini        |                    |                        |  |
| 1972      | Claudio Guarnieri      |                    |                        |  |
| 1973      | Massimo Tremolada      |                    |                        |  |
| 1974      | Paolo Simboli          |                    |                        |  |
| 1975      | Wainer Reggiani        |                    |                        |  |
| 1976      | Emanuele Bombini       |                    |                        |  |
| 1977      | Daniele Antinori       |                    |                        |  |
| 1978      | Fabrizio Rizzolini     |                    |                        |  |
| 1979      | Paolo Maini            |                    |                        |  |
| 1980      | Pas de course          |                    |                        |  |
| 1981      | Fabio Benotti          |                    |                        |  |
| 1982      | Daniele Simboli        |                    |                        |  |
| 1983      | Pas de course          |                    |                        |  |
| 1984      | Roberto Pelliconi      |                    |                        |  |
| 1985      | Maurizio Vandelli      |                    |                        |  |
| 1986      | Marco Lietti           |                    |                        |  |
| 1987      | Gianluca Tonetti       |                    |                        |  |
| 1988      | Gianluca Tonetti       |                    |                        |  |
| 1989      | Stefano Zanini         |                    |                        |  |
| 1990      | Enrico Cecchetto       |                    |                        |  |
| 1991      | Alessandro Bertolini   |                    |                        |  |
| 1992      | Elio Aggiano           |                    |                        |  |
| 1993      | Daniele Sgnaolin (it)  |                    |                        |  |
| 1994      | Sergio Previtali       |                    |                        |  |
| 1995      | Michele Bedin          |                    |                        |  |
| 1996      | Diego Ferrari          |                    |                        |  |
| 1997      | Ruslan Ivanov          |                    |                        |  |
| 1998      | Michele Gobbi          |                    |                        |  |
| 1999      | Luigi Giambelli        |                    |                        |  |
| 2000      | Dimitri Dementiev      |                    |                        |  |
| 2001      | Volodymyr Starchyk     |                    |                        |  |
| 2002      | Roman Luhovyy          | Andrea Moletta     | Davide Silvestri (it)  |  |
| 2003      | Davide Silvestri (it)  | Riccardo Riccò     | Andrea Sanvido         |  |
| 2004      | Marco Vettoretti       | Paolo Bailetti     | Domenico Pozzovivo     |  |
| 2005      | Alessandro Raisoni     | Carlo Scognamiglio | Maurizio Biondo        |  |
| 2006      | Federico Masiero       | Mauro Colombera    | Sergey Rudaskov        |  |
| 2007      | Davide Bonuccelli      | Damiano Margutti   | Emanuele Moschen       |  |
| 2008      | Leonardo Pinizzotto    | Sacha Modolo       | Daniel Oss             |  |
| 2009      | Andrea Vaccher         | Matteo Collodel    | Giorgio Cecchinel      |  |
| 2010      | Mario Sgrinzato        | Andrea Pasqualon   | Rafael Andriato        |  |
| 2011      | Enrico Battaglin       | Andrea Palini      | Francesco Lasca        |  |
| 2012      | Mario Sgrinzato        | Oleksandr Polivoda | Ricardo Pichetta       |  |
| 2013      | Mario Sgrinzato        | Paolo Colonna      | Andrei Nechita         |  |
| 2014      | Damiano Cima           | Stefano Perego     | Simone Bettinelli      |  |
| 2015,     | Nicola Toffali         | Fausto Masnada     | Marco Bernardinetti    |  |
| 2016      | Aleksandr Riabushenko  | Davide Orrico      | Andrea Vendrame        |  |
| 2017      | Federico Sartor        | Francesco Romano   | Davide Gabburo         |  |
| 2018      | Simone Ravanelli       | Luca Mozzato       | Ottavio Dotti          |  |
| 2019      | Edoardo Faresin        | Alexander Konychev | Yuri Colonna           |  |
| 2020      | annulé                 | annulé             | annulé                 |  |
| 2021      | Andrea Piccolo         | Luca Rastelli      | Alessio Martinelli     |  |
| 2022      | Andrea Guerra          | Alessandro Romele  | Lorenzo Quartucci      |  |
| 2023      | Egor Igoshev           | Michael Belleri    | Nicolò Garibbo         |  |
| 2024      | Alessandro Borgo       | Edoardo Zamperini  | Filippo Agostinacchio  |  |